# 후지와라노 아쓰요리

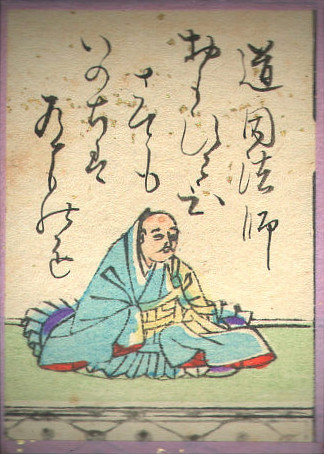

후지와라노 아쓰요리(일본어: 藤原敦頼, 1090년 ~ 1082년)는 헤이안 시대 후기의 시인이다.

## 와카
```
그대 그리며 괴로워도 이 목숨 이어왔건만 어째서 흐르는 눈물 멈출 줄 모르는가
思ひわびさても命はあるものを憂きに堪へぬは涙なりけり
```